# Udea phyllostegia
Udea phyllostegia là một loài bướm đêm thuộc họ Crambidae. Nó là loài đặc hữu của Oahu.
Ấu trùng ăn các loài Phyllostegia.